# Захожай Володимир Анатолійович
Володимир Анатолійович Захожай (1952—2019) — радянський і український астроном, професор Харківського університету, директор Харківської обсерваторії (1993—2004), віцепрезидент Української астрономічної асоціації, президент Асоціації «Планетарії України».

## Життєпис
Народився в 1952 році в Краснограді Харківської області, навчався в міській середній школі № 2. У 1974 закінчив фізичний факультет Харківського державного університету імені А. М. Горького (спеціальність — астрономія).
В 1973—1974 роках працював в університеті лаборантом, після закінчення ВНЗ — молодшим науковим співробітником, потім старшим науковим співробітником. У 1987 захистив кандидатську дисертацію за темою «Статистичні властивості найближчих зірок». В 1993—2001 працював директором Астрономічної обсерваторії, а в 2002—2004 (після зміни назви) — директором НДІ астрономії. В 2004—2007 навчався в докторантурі ХНУ, а в 2007 захистив докторську дисертацію за темою «Статистичні закономірності в зоряних системах».
Професійно займався фізикою зірок, субзірок й екзопланет, зоряною астрономією, космогонією, історією астрономії. Співавтор робіт, у яких були передбачені субзірки як проміжний клас об'єктів між зірками й планетами. Спостереженнями інших дослідників тепер підтверджено існування таких об'єктів — це «коричневі карлики». Отримав аналітичну формулу для ймовірності існування екзопланет навколо зірки. Створив свій власний каталог найближчих зірок, що перебувають на відстані не більше 10 парсек від Сонця. Тепер цей каталог увійшов до світового центру астрономічних даних у Страсбурзі.
З 2007 року працював доцентом, а з 2008 — професором на кафедрі астрономії, викладав курси «Загальна астрофізика», «Зоряна астрономія», «Еволюція зір і субзір», «Вступ до астрофізики і космогонії».
У 1988—1991 працював вченим секретарем Всесоюзної робочої групи «Близькі подвійні і кратні зорі», в 1982—1991 — вченим секретарем Робочої групи «Проблема пошуку позасонячних планет» при Науковій раді з комплексної проблеми «Радіоастрономія» Академії наук СРСР. Тривалий час був вченим секретарем Ради з проблеми «Астрономія» відділення Фізики і астрономії Національної академії наук України. Був президентом Асоціації «Планетарії України», віцепрезидентом Української астрономічної асоціації, членом Європейського астрономічного товариства й Міжнародного астрономічного союзу. Працював у спеціалізованих вчених радах ХНУ ім. В. Н. Каразіна та Національного авіаційного університету. Був членом редакційної колегії журналу «Вісник астрономічної школи». Багаторазово був членом журі Всеукраїнських олімпіад з астрономії.

## Відзнаки
- Медаль «Відмінник освіти України» (2008)[1]